# جون هنري ماني
جون هنري ماني (بالإنجليزية: John Henry Manny)‏ هو مخترِع أمريكي، ولد في 1825 في أمستردام في الولايات المتحدة، وتوفي في 1856 في روكفورد في الولايات المتحدة.